# ژیانگژیانگ
ژیانگژیانگ (به لاتین: Jingjiang) یک county-level city در جمهوری خلق چین است که در تایژو واقع شده‌است.

## خصوصیات
ژیانگژیانگ  ۶۸۴٬۳۶۰ نفر جمعیت دارد.

## خواهرخوانده
شهر دینکلزبول خواهرخواندهٔ ژیانگژیانگ هست.